# Detonacja
Detonacja (fr. détonation z łac. detonare ‘grzmieć’) – wybuch (fala reakcji chemicznych) rozprzestrzeniający się w materiale wybuchowym z prędkością ponaddźwiękową, a najczęściej z wysoką prędkością hiperdźwiękową (z reguły wynosi od kilku tysięcy m/s do ponad 10 tysięcy m/s), powodujący powstanie w otaczającym go ośrodku fali uderzeniowej. Na jej czole występuje bardzo wysokie ciśnienie (do ok. 50 GPa) i temperatura (do ok. 5800 °C).
W innym sensie za detonację uważa się taki wybuch, który przebiega z maksymalną możliwą szybkością dla danego materiału wybuchowego pod warunkiem, że jest to powyżej 400 m/s. Gdy wybuch przebiega z prędkością powyżej 400 m/s, ale poniżej maksymalnej prędkości możliwej dla danego materiału wybuchowego, wówczas nazywa się go eksplozją, natomiast gdy wybuch przebiega z prędkością poniżej 400 m/s wówczas nazywa się go deflagracją.
Dokładny mechanizm detonacji w skali cząsteczkowej jest trudny do wyjaśnienia, ze względu na krótki czas jej zachodzenia i wydzielanie się wielkich ilości energii.
Możliwość detonacji wykazują inicjujące i kruszące materiały wybuchowe.